# Normandiodendron
Genre
Classification phylogénétique
Normandiodendron est un genre de plantes à fleurs dicotylédones de la famille des Fabaceae, sous-famille des Caesalpinioideae, originaire d'Afrique équatoriale, qui comprend deux espèces acceptées.

## Liste d'espèces
Selon The Plant List (8 décembre 2018) :
- Normandiodendron bequaertii (De Wild.) Leonard
- Normandiodendron romii (De Wild.) Lonard